# Nexilosus
Nexilosus is een monotypisch geslacht van straalvinnige vissen uit de familie van rifbaarzen of koraaljuffertjes (Pomacentridae).

## Soort
- Nexilosus latifrons (Tschudi, 1846)